# Tampa Bay Times

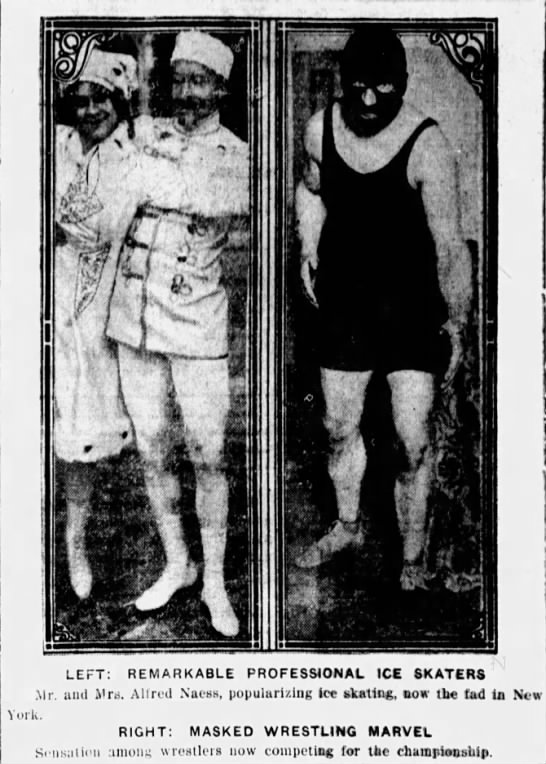
Artigo do Tampa Bay Times

O Tampa Bay Times anteriormente chamado de St. Petersburg Times até 2011, é um jornal americano publicado em St. Petersburg, Flórida , Estados Unidos. Ela ganhou doze prêmios Pulitzer desde 1964 e, em 2009, ganhou dois em um único ano pela primeira vez em sua história, um dos quais foi por seu projeto PolitiFact. É publicado pela Times Publishing Company, que pertence ao The Poynter Institute for Media Studies, uma escola de jornalismo sem fins lucrativos adjacente ao campus da Universidade do Sul da Florida em St. Petersburg.
Recebeu o Prémio Pulitzer de Serviço Público em 1964.